# Largo Winch
Largo Winch ist eine Figur, erdacht vom belgischen Autor Jean Van Hamme, die als Titelheld einer erfolgreichen Serie von Kolportage-Romanen und Comics (gezeichnet von Philippe Francq) gleichen Namens dient.
Seine Abenteuer wurden zunächst in einer Reihe von sechs Abenteuerromanen zwischen 1977 und 1984 beim Verlag Mercure de France veröffentlicht. Seit 1990 verlegt Dupuis die Geschichten als Comicserie, für die Jean Van Hamme bis Band 20 auch das Szenario schrieb. Seitdem ist Éric Giacometti neuer Szenarist der Serie. Die Startauflage der französischsprachigen Ausgabe von Band 20 im Jahr 2015 betrug 300.000 Exemplare, womit die Serie zurzeit zu den erfolgreichsten bandes dessinées gehört.

## Hintergrund
Nerio Winch, ein alter Geschäftsmann sowie Leiter und Eigner eines US-Finanzkonzerns mit einem Umsatz von knapp 44 Milliarden Dollar und fast 400.000 Mitarbeitenden, hat weder Kinder noch Erben. Er adoptiert daher einen jugoslawischen Waisenjungen namens Largo.
Largo ist ein unverbesserlicher Abenteurer, der unverdrossen aus Waisenhäusern und Internaten flieht und sein Glück bei den Frauen und im Vagabundenleben sucht und findet. Nerio lässt ihn bei einem vertrauten Ehepaar in Liechtenstein (siehe Band II, Die Gruppe W) aufwachsen und führt ihn bei gelegentlichen Treffen in die Geheimnisse und Besonderheiten des Konzerns ein. Als Largo 26 Jahre alt ist, wird sein krebskranker Adoptivvater ermordet. Largo erbt dessen gesamtes Vermögen und findet sich an der Spitze der Winch-Unternehmensgruppe wieder, wo ihn zahlreiche Abenteuer erwarten. Genretypisch macht Largo Bekanntschaft mit vielen verführerischen Schönheiten, bleibt aber ungebunden.
Largo wird auf seinen Abenteuern von einer bunten Truppe aus aller Welt unterstützt, die sich meist aus seiner eigenen Winch-Unternehmensgruppe rekrutiert. Dazu gehören sein bester Freund, der kecke schweizerische Ex-Dieb Simon Ovronnaz, Winchs spröde, zuverlässige rechte Hand Dwight E. Cochrane bzw. dessen Vorgänger John D. Sullivan (jeweils aus den Vereinigten Staaten), der israelische Ex-Soldat und Pilot Freddy Kaplan, die strenge, großmütterliche Chef-Sekretärin Eleanor Pennywinkle (Großbritannien) sowie die lesbische, chinesischstämmige Ex-US-Air-Force-Pilotin Silky Song.

## Romane
1. Largo Winch et Groupe W (1977), Mercure de France, 307 S.
2. Largo Winch et la Cyclope (1977), Mercure de France, 333 S.
3. Largo Winch et le Dernier des Doges (1978), Mercure de France, 334 S.
4. Largo Winch et la Forteresse de Makiling (l’Heure du Tigre, 1) (1979), Mercure de France, 330 S.
5. Largo Winch et les Révoltés de Zamboanga (l’Heure du Tigre, 2) (1979), Mercure de France, 331 S.
6. Business Blues (1980), Mercure de France, 326 S.

Was die Romane vom Rest der Largo-Winch-Veröffentlichungen unterscheidet, ist ihr roher Stil sowie das Ausmaß an Sex und Gewalt. Die Comics und – mehr noch – die Fernsehserie wurden demgegenüber nicht nur in der Handlung und den beteiligten Figuren modernisiert und angepasst, sondern auch in der Verträglichkeit für ein breites Publikum.

## Comics
Alle Comics sind auf Französisch bei Dupuis, in der Reihe Repérages, erschienen. Die ersten Bände wurden auf Deutsch vom Ehapa-Verlag herausgebracht, jedoch angesichts bescheidener Verkaufszahlen und hoher Lizenzgebühren eingestellt. Die Bände "Golden Gate" und "Shadow" erschienen als Fortsetzungen im Zack-Magazin, zunächst ohne folgende deutsche Albenveröffentlichung. 2006 hat der Münchener Comicverlag Schreiber & Leser die Veröffentlichungen auf Deutsch wieder aufgenommen, 2010 haben die deutschen Ausgaben vollständig zum Original aufgeschlossen.
| Nr.                                                     | Originaltitel                      | erschienen | deutscher Titel         | erschienen  | Verlag                    | ISBN                   |
| ------------------------------------------------------- | ---------------------------------- | ---------- | ----------------------- | ----------- | ------------------------- | ---------------------- |
| Szenario: Jean Van Hamme, Zeichnungen: Philippe Francq  |                                    |            |                         |             |                           |                        |
| 1                                                       | L’Héritier                         | 1990       | Der Erbe                | 1991 / 2006 | Ehapa / Schreiber & Leser | ISBN 3-7704-0780-6     |
| 2                                                       | Le Groupe W                        | 1991       | Gruppe W                | 1991 / 2006 | Ehapa / Schreiber & Leser | ISBN 3-7704-0781-4     |
| 3                                                       | O.P.A                              | 1992       | Der Coup                | 1992 / 2007 | Ehapa / Schreiber & Leser | ISBN 3-7704-0782-2     |
| 4                                                       | Business Blues                     | 1993       | Business Blues          | 1994 / 2008 | Ehapa / Schreiber & Leser | ISBN 3-7704-0780-6     |
| 5                                                       | H                                  | 1994       | H                       | 2006        | Schreiber & Leser         | ISBN 3-937102-46-9     |
| 6                                                       | Dutch Connection                   | 1995       | Dutch Connection        | 2006        | Schreiber & Leser         | ISBN 3-937102-51-5     |
| 7                                                       | La Forteresse de Makiling          | 1996       | Makiling                | 2007        | Schreiber & Leser         | ISBN 3-937102-60-4     |
| 8                                                       | L’Heure du Tigre                   | 1997       | Tiger                   | 2007        | Schreiber & Leser         | ISBN 3-937102-61-2     |
| 9                                                       | Voir Venise…                       | 1998       | Venedig sehen…          | 2008        | Schreiber & Leser         | ISBN 3-937102-84-1     |
| 10                                                      | …Et mourir                         | 1999       | …und sterben            | 2008        | Schreiber & Leser         | ISBN 3-937102-85-X     |
| 11                                                      | Golden Gate                        | 2000       | Golden Gate             | 2009        | Schreiber & Leser         | ISBN 978-3-941239-08-1 |
| 12                                                      | Shadow                             | 2002       | Shadow                  | 2009        | Schreiber & Leser         | ISBN 978-3-941239-09-8 |
| 13                                                      | Le Prix de l’argent                | 2004       | Der Preis des Geldes    | 2010        | Schreiber & Leser         | ISBN 978-3-941239-32-6 |
| 14                                                      | La Loi du dollar                   | 2005       | Im Namen des Dollars    | 2010        | Schreiber & Leser         | ISBN 978-3-941239-35-7 |
| 15                                                      | Les trois yeux des gardiens du Tao | 2007       | Hüter des Tao           | 2007        | Schreiber & Leser         | ISBN 3-937102-66-3     |
| 16                                                      | La Voie et la vertu                | 2008       | Weg der Tugend          | 2008        | Schreiber & Leser         | ISBN 3-937102-92-2     |
| 17                                                      | Mer Noire                          | 2010       | Schwarzmeer             | 2010        | Schreiber & Leser         | ISBN 3-941239-44-9     |
| 18                                                      | Colère Rouge                       | 2012       | Weissglut               | 2012        | Schreiber & Leser         | ISBN 978-3-941239-97-5 |
| 19                                                      | Chassé-Croisé                      | 2014       | Double Play             | 2014        | Schreiber & Leser         | ISBN 978-3-943808-52-0 |
| 20                                                      | 20 Secondes                        | 2015       | Zwanzig Sekunden        | 2016        | Schreiber & Leser         | ISBN 978-3-943808-94-0 |
| Szenario: Éric Giacometti, Zeichnungen: Philippe Francq |                                    |            |                         |             |                           |                        |
| 21                                                      | L'Étoile du matin                  | 2017       | Morgenstern             | 2017        | Schreiber & Leser         | ISBN 978-3-946337-49-2 |
| 22                                                      | Les Voiles écarlates               | 2019       | Rote Segel              | 2020        | Schreiber & Leser         | ISBN 978-3-96582-010-4 |
| 23                                                      | La Frontière de la nuit            | 2021       | Hinter der Karman-Linie | 2022        | Schreiber & Leser         | ISBN 978-3-96582-080-7 |
| 24                                                      | Le Centile d´or                    | 2023       | Das Goldene Zentil      | 2023        | Schreiber & Leser         | ISBN 978-3-96582-153-8 |

Angekündigt sind als nächste zwei Bände: "Si les Dieux t'abandonnent..." und "... ferme les yeux!".

## Spin-off: Das Schicksal der Winczlav
In der auf drei Bände angelegten Spin-off-Serie Das Schicksal der Winczlav wird die Vorgeschichte der Largo-Winch-Saga erzählt. Das Szenario stammt vom ursprünglichen Largo-Winch-Szenaristen Jean Van Hamme, die Zeichnungen von Philippe Berthet.
| Nr. | Originaltitel    | erschienen | deutscher Titel   | erschienen | Verlag            | ISBN                   |
| --- | ---------------- | ---------- | ----------------- | ---------- | ----------------- | ---------------------- |
| 1   | Vanko 1848       | 2021       | Vanko 1848        | 2021       | Schreiber & Leser | ISBN 978-3-96582-063-0 |
| 2   | Tom et Lisa 1910 | 2022       | Tom und Lisa 1910 | 2022       | Schreiber & Leser | ISBN 978-3-96582-094-4 |
| 3   | Danitza 1965     | 2023       | Danitza 1965      | 2023       | Schreiber & Leser | ISBN 978-3-96582-132-3 |

## Fernsehserie
Die Figur Largo Winch diente als Vorlage für eine Fernsehserie, die in Frankreich ab Januar 2001 ausgestrahlt wurde und frei auf Motiven der Romane und Comics beruht. In Deutschland wurde die Serie ab Mai 2005 beim Privatsender ProSieben gezeigt. Largo Winch wird von Paolo Seganti gespielt, sein Sidekick Simon Ovronnaz von Diego Wallraff.
Weitere Charaktere sind Largos Bodyguard, die Ex-CIA-Agentin Joy Arden, von Sydney Penny gespielt, und der Ex-KGB-Agent und Computer-Experten Georgy Kerensky, gespielt von Geordie Johnson.

## Kinofilme
Am 17. Dezember 2008 kam der Kinofilm Largo Winch – Tödliches Erbe in die belgischen Kinos. Dieser wurde Ende 2011 unter dem Titel The Heir Apparent: Largo Winch in den USA erneut veröffentlicht und am 9. Juli 2012 erstmals im deutschen Fernsehen im ZDF gezeigt. Am 16. Februar 2011 war der Kinostart des zweiten Teils in Frankreich mit dem Titel Largo Winch II, in Deutschland als Largo Winch II – Die Burma Verschwörung direkt auf DVD veröffentlicht. Der Film lief am 1. September 2014 im ZDF. Ein ein weiterer Film folgte mit Largo Winch: Der Preis des Geldes (2024).

## Computerspiele
Largo Winch.//Commando SAR erschien 2002 bei Ubisoft für PlayStation 1. Largo Winch: Empire Under Threat ist der Titel eines ebenfalls 2002 bei Ubisoft erschienenen Adventures für PC, GameCube, Xbox und PS2.